# Коваленко Олександр Власович
Олекса́ндр Вла́сович Ковале́нко (12 листопада (25 листопада) 1909 — 2 листопада 1987) — радянський державний і партійний діяч. Двічі Герой Соціалістичної Праці (7.05.1948, 6.10.1976). 1-й секретар Бєлгородського (1960—1964) і Оренбурзького (1964—1980) обласних комітетів КПРС. Голова Державного комітету СРСР з матеріальних резервів (1980—1986). Член ЦК КПРС у 1961—1986 рр. Член Президії Верховної Ради РРФСР. Депутат Ради Союзу Верховної Ради СРСР 6—11 скликань (1962—1986) від Оренбурзької області.

## Біографія
Народився у селі Миколаївка Кобеляцького повіту Полтавської губернії (тепер селище Світлівщина Новосанжарського району Полтавської області України). Батьки були селянами-бідняками.
Закінчив початкову школу. З 12 років почав працювати, був пастухом за наймом. У п'ятнадцятирічному віці вступив до комсомолу, був активістом, ватажком сільської молоді. На початку колективізації став трактористом, потім бригадиром тракторної бригади в Лозівському районі Харківської області. У 1920—1930-х роках був сільським кореспондентом районних газет. Член ВКП(б) з 1931 року.
У 1932—1934 роках служив на Чорноморському флоті, був секретарем бюро комсомолу крейсера «Червоний Кавказ». У 1933 році брав участь у Середземноморському поході цього крейсера, побував у Туреччині, Греції та Італії.
Після демобілізації вступив у 1934 році до Харківського комуністичного сільськогосподарського університету імені Артема, після закінчення якого в 1937 році був направлений на роботу заступником директора з політичної частини, а потім директором Старо-Салтівської та Ново-Водолазької машинно-тракторних станцій у Харківській області.
У 1939 році був обраний головою виконавчого комітету Ново-Водолазької районної ради депутатів трудящих, а у 1941 році — 1-м секретарем Ново-Водолазького районного комітету КП(б)У Харківської області.
Під час німецько-радянської війни працював секретарем Ново-Водолазького підпільного районного комітету КП(б)У, брав активну участь у партизанському русі. Був двічі нагороджений орденом Червоної Зірки — за військові заслуги і за відновлення народного господарства Харківщини.
У 1943—1944 р. — 1-й секретар Ново-Водолазького районного комітету КП(б)У Харківської області.
У 1944—1952 р. — 1-й секретар Вовчанського районного комітету КП(б)У Харківської області. За перевиконання плану збирання врожаю цукрових буряків по Вовчанському району удостоєний 7 травня 1948 року звання Героя Соціалістичної Праці.
У 1952—1954 р. — 1-й секретар Чугуївського районного комітету КПУ Харківської області.
У 1954 році був направлений на роботу в новоутворену в РРФСР Бєлгородську область. У 1954—1955 р. — завідувач сільськогосподарського відділу Бєлгородського обласного комітету КПРС. У 1955—1956 р. — 1-й заступник голови виконавчого комітету Бєлгородської обласної ради депутатів трудящих. У 1956—1957 роках навчався на Курсах перепідготовки керівних партійних і радянських кадрів при ЦК КПРС.
У 1957—1960 р. — голова виконавчого комітету Бєлгородської обласної ради депутатів трудящих.
14 грудня 1960 — січень 1963 р. — 1-й секретар Бєлгородського обласного комітету КПРС. У січні 1963 — 7 травня 1964 р. — 1-й секретар Бєлгородського сільського обласного комітету КПРС.
28 квітня — 23 грудня 1964 р. — 1-й секретар Оренбурзького сільського обласного комітету КПРС.
23 грудня 1964 — 22 грудня 1980 р. — 1-й секретар Оренбурзького обласного комітету КПРС. За успіхи, досягнуті у Всесоюзному соціалістичному змаганні й виявлену при цьому трудову доблесть, нагороджений 6 жовтня 1976 року другою золотою медаллю «Серп і Молот». Коваленко — єдиний двічі Герой Соціалістичної Праці серед перших секретарів обкомів КПРС.
У грудні 1980 — квітні 1986 року — голова Державного комітету СРСР з матеріальних резервів.
З квітня 1986 року — персональний пенсіонер союзного значення.
Помер 4 листопада 1987 року в Москві. Похований на Новодівичому цвинтарі (ділянка 10).

## Родина
Дружина — Євдокія Федорівна (1911—1994). Перебували у шлюбі з 1930 року. Дочка — Валентина (1931).

## Нагороди
- двічі Герой Соціалістичної Праці (7.05.1948; 06.10.1976)
- шість орденів Леніна (07.05.1948; 29.11.1968; 24.11.1969; 14.02.1975; 06.10.1976; 23.11.1979), перший з двох кавалерів шести орденів Леніна серед очільників обкомів партії ( другим і останнім був А.М.Бородін )
- Орден Жовтневої Революції (09.09.1971)
- Орден Вітчизняної війни 1-го ст. (11.03.1985)
- три ордени Трудового Червоного Прапора (11.03.1958; 25.11.1959; 22.03.1966)
- Орден Дружби народів (23.11.1984)
- два ордени Червоної Зірки (28.08.1944; 02.05.1945)
- медаль «За трудову доблесть» (25.12.1959)
- медаль «Партизанові Вітчизняної війни» 1-го ст. (22.02.1944)
- ювілейна медаль «За доблесну працю. В ознаменування 100-річчя з дня народження Володимира Ілліча Леніна»
- медаль «За перемогу над Німеччиною у Великій Вітчизняній війні 1941—1945 рр»
- ювілейна медаль «Двадцять років Перемоги у Великій Вітчизняній війні 1941—1945 рр.»
- ювілейна медаль «Тридцять років Перемоги у Великій Вітчизняній війні 1941—1945 рр.»
- ювілейна медаль «Сорок років Перемоги у Великій Вітчизняній війні 1941—1945 рр.»
- медаль «За доблесну працю у Великій Вітчизняній війні 1941—1945 рр.»
- медаль «Ветеран праці»
- медаль «За освоєння цілинних земель»
- ювілейна медаль «50 років Збройних Сил СРСР»
- ювілейна медаль «60 років Збройних Сил СРСР»
- медалі Всесоюзної сільськогосподарської виставки і Виставки досягнень народного господарства СРСР.
- Почесний громадянин Оренбурга(1999)

## Пам'ять
Погруддя Олександра Коваленка встановлене на його батьківщині в селищі Нові Санжари Полтавської області 18 жовтня 1977 року Демонтоване 7 травня 2023 року у рамках декомунізації.
У смт Нові Санжари існувала вулиця Коваленка.
В Оренбурзі є вулиця Олександра Коваленка (колишня Студентська). У Оренбурзі також встановлена меморіальна дошка на будинку, де жив Коваленко. У 1999 р. з нагоди 90-річчя від дня народження Коваленка видана книжка «З покоління непереможених» (Оренбург, 1999), в якій зібрані спогади, архівні матеріали, фотографії про його життя.